# 侏獴
侏獴（学名：Helogale parvula），是非洲的一种小型食肉动物，属于獴科。

## 特征
侏獴是一种典型的獴，尖头，小耳，长尾，肢短，爪长，比一般的獴要小许多，一般体长18-28厘米，体重210-350克。体毛柔软，一般为红棕或深褐色，四肢和腹部颜色较浅。背部有斑点。

## 分布与栖息地
侏獴是一种温顺的动物，主要生活在干燥的草地、开阔的森林或灌木地区，有时也靠近建筑物，它们最高可住在海拔2000米的地方。
侏獴分布在东非到中南非洲的广大的地区。

## 行为
侏獴一般在夜间活动，是群居动物。种群的数量从2到20头不等，雌獴的数量要比雄獴多，有严格的等级，有一对领头獴。领头的雌獴是整个种群的领导，雄獴则主要负责勘探附近的情况。
只有领头的雌獴有权力生养幼獴。侏獴的妊娠期为53天，一胎产6仔。

## 食物
侏獴以昆虫（主要是白蚁、草蜢以及蟋蟀）、蜘蛛、蝎子、小蜥蜴、小鸟和小鼠，蛇肉 蛇蛋有时也吃水果